# Чемпіонат Італії з футболу 1907
Чемпіонат Італії з футболу 1907 — десятий сезон футбольного чемпіонату в Італії. В чемпіонаті брали участь 6 команд. Матчі проходили з 13 січня по 27 квітня. Переможцем турніру втретє став Мілан.

## Кваліфікація

### П'ємонт
| Команда 1 | Заг. | Команда 2 | 1-й матч | 2-й матч |
| --------- | ---- | --------- | -------- | -------- |
| Торіно    | 6–2  | Ювентус   | 2–1      | 4–1      |

### Лургія
| Команда 1      | Заг. | Команда 2 | 1-й матч | 2-й матч |
| -------------- | ---- | --------- | -------- | -------- |
| «Андреа Дорія» | 4–2  | Дженоа    | 1–1      | 3–1      |

### Ломбардія
| Команда 1 | Заг. | Команда 2 | 1-й матч | 2-й матч |
| --------- | ---- | --------- | -------- | -------- |
| Мілан     | 7–0  | Міланезе  | 6–0      | 1–0      |

## Фінальний раунд
| М | Клуб           | О | І | В | Н | П  | МЗ | МП  | Різ |
| - | -------------- | - | - | - | - | -- | -- | --- | --- |
| 1 | Мілан          | 4 | 2 | 2 | 0 | 10 | 3  | +7  | 6   |
| 2 | Торіно         | 4 | 1 | 3 | 0 | 6  | 3  | +3  | 5   |
| 3 | «Андреа Дорія» | 4 | 0 | 1 | 3 | 0  | 10 | −10 | 1   |

Результати
| Команда 1    | Рахунок            | Команда 2    |
| ------------ | ------------------ | ------------ |
| Андреа Доріа | 0–0                | Торіно       |
| Торіно       | 1–1                | Мілан        |
| Мілан        | 5–0                | Андреа Доріа |
| Мілан        | 2–2                | Торіно       |
| Андреа Доріа | 0–2                | Мілан        |
| Торіно       | 3–0 (тех. поразка) | Андреа Доріа |

| Чемпіон Італії 1907 |
| ------------------- |
| Мілан 3-й титул     |